# Beckerich
Beckerich é uma comuna do Luxemburgo, pertence ao distrito de Diekirch e ao cantão de Redange.

## Demografia
Dados do censo de 15 de fevereiro de 2001:
- população total: 2.071
  - homens: 1.034
  - mulheres: 1.037
- densidade: 72,90 hab./km²
- distribuição por nacionalidade:

| Nacionalidade  | População | %      |
| -------------- | --------- | ------ |
| luxemburgueses | 1.509     | 72,86% |
| estrangeiros   | 562       | 27,14% |
| - portugueses  | 110       | 5,31%  |
| - franceses    | 28        | 1,35%  |
| - italianos    | 24        | 1,16%  |
| - belgas       | 314       | 15,16% |
| - alemães      | 26        | 1,26%  |
| - iuguslavos   | 17        | 0,82%  |
| - outros       | 43        | 2,08%  |

- Crescimento populacional:

| Ano        | População |
| ---------- | --------- |
| 15/02/2001 | 2.071     |
| 01/01/2002 | 2.104     |
| 01/01/2003 | 2.104     |
| 01/01/2004 | 2.137     |
| 01/01/2005 | 2.122     |